# Dicranodontium papillifolium
Dicranodontium papillifolium là một loài rêu trong họ Dicranaceae. Loài này được C. Gao mô tả khoa học đầu tiên năm 1981.